# Piero Vida
Piero Vida (Venecia, 5 de agosto de 1938 – Roma, 25 de enero de 1987) fue un actor italiano de cine y televisión activo desde la década de 1950 hasta la de 1980. También ejerció como director y guionista, pero solo en dos películas.
Falleció a los 48 años de edad debido a una breve enfermedad incurable.

## Filmografía

### Actor

#### Cine
- Le couturier de ces dames  (1956)
- Il raccomandato di ferro (1959)
- Cronache del '22 (1962)
- Sfida al diavolo (1963)
- Chi lavora è perduto (1963)
- Slalom (1965)
- La donnaccia (1965)
- Sfida al diavolo (1965)
- Una questione privata (1966)
- 7 winchester per un massacro (1967)
- Odio per odio (1967)
- John il bastardo (1967)
- Lo scatenato (1968)
- Il sole è di tutti (1968)
- Pecos è qui: prega e muori! (1968)
- Execution (1968)
- T'ammazzo!... Raccomandati a Dio (1968)
- Galileo (1969)
- Sai cosa faceva Stalin alle donne? (1969)
- Capricci (1969)
- Sierra Maestra (1969)
- La corta notte delle bambole di vetro (1971)
- Chi l'ha vista morire? (1972)
- Nel nome del padre (1972)
- Fiorina la vacca (1972)
- Il sindacalista (1972)
- Testa in giù, gambe in aria (1972)
- Le notti peccaminose di Pietro l'Aretino (1972)
- Una cavalla tutta nuda (1972)
- Beati i ricchi (1972)
- Salomè (1972)
- Buona parte di Paolina (1973)
- Furto di sera bel colpo si spera (1973)
- Non ho tempo (1973)
- Sentivano... uno strano, eccitante, pericoloso puzzo di dollari (1973)
- Giordano Bruno (1973)
- Patroclooo!... e il soldato Camillone, grande grosso e frescone (1973)
- E cominciò il viaggio nella vertigine (1974)
- Il portiere di notte (1974)
- Anno uno (1974)
- Profondo rosso (1975)
- Leonor (1975)
- Un genio, due compari, un pollo (1975)
- Novecento (1976)
- Marcia trionfale (1976)
- Giovannino (1976)
- Duri a morire (1979)
- Nella città perduta di Sarzana (1980)
- La storia vera della signora delle camelie (1981)
- Grog (1982)
- Cicciabomba (1982)
- Nostalghia (1983)
- Les amants terribles (1984)
- Piacevole confronto (1984)
- Massimamente folle (1985)
- Il cavaliere, la morte e il diavolo (1985)
- La vita di scorta (1986)
- Il camorrista (1986)
- Il caso Moro (1987)
- Deliria (1987)
- Kidnapping - Pericolo in agguato (1987)

#### Televisión
- Le avventure di Calandrino e Buffalmacco – serie de televisión (1974)
- Disubbidire è peccato – telefilm (1976)
- Elogio di Gaspard Monge fatto da lui stesso – telefilm (1977)
- Banche e banchieri – miniserie de televisión (1979)
- Il ritorno di Casanova – miniserie de televisión (1980)
- La certosa di Parma – miniserie de televisión (1982)
- I racconti del maresciallo – miniserie de televisión, episodio 6 (1984)
- Attentato al Papa – miniserie de televisión, episodio 1 (1986)
- Il cugino americano – miniserie de televisión (1986)

### Director y guionista
- Piacevole confronto (1984)
- La vita di scorta (1986)